# 大瀧詠一のアメリカン・ポップス伝
大瀧詠一のアメリカン・ポップス伝（おおたきえいいちのアメリカン・ポップスでん）は、NHK-FM放送で2012年から2013年までの連休期にシリーズ放送した音楽番組である。
シンガーソングライターの大瀧詠一は自ら作詞・作曲・歌唱するだけでなく、近現代の邦楽・洋楽の研究家としても知られ、その見識が広いことでも知られている。
この番組では1950年代からさかのぼり、大瀧自らの視点から、近現代のアメリカのポップス史を追究するというもの。しかし、第5弾の放送準備を進めていた2013年12月30日に大瀧が死去し、未完となった。

## シリーズ

### 第1期
タイトル：「大瀧詠一のアメリカン・ポップス伝2012」
放送日：2012年3月26-30日（3月27-31日未明）0:00-0:50
（再放送）　同年4月1-5日　18:00-18:50（一部除く）
（アンコール）　同年8月13-17日　13:00-13:50
テーマ：このシリーズはエルヴィス・プレスリーデビュー前後、そしてエルビス・デビュー当初の楽曲が主であった。

### 第2期
タイトル：「大瀧詠一のアメリカン・ポップス伝2012パート2」
放送日：2012年8月27-31日（8月28-9月1日未明）0:00-0:50
（再放送）同年9月3-7日　18:00-18:50（一部除く）
（アンコール）2013年3月18-22日（3月19-23日未明）0:00-0:50、3月25-29日18:00-18:50（一部除く）
テーマ：このシリーズでは1956年のエルビスの活躍と、それに影響を受けたアーティストを特集した。

### 第3期
タイトル：「大瀧詠一のアメリカン・ポップス伝パート3」
放送日：2013年3月25-29日（3月26-30日未明）0:00-0:50
（再放送）同年4月1-5日　18:00-18:50（一部除く）
テーマ：エルビスブームが過ぎた1960年代前半のアメリカンポップスについての紹介

### 第4期
タイトル：「大瀧詠一のアメリカン・ポップス伝パート4」
放送日：2013年8月12-16日（8月13-17日未明）0:00-0:50
（再放送）同年8月19-23日　18:00-18:50（一部除く）
テーマ：1950年代後半から1960年代のロックンロールブームから1960年代ポップスへどのように移って行ったかをみる

### 第5期
タイトル：「大瀧詠一のアメリカン・ポップス伝パート5」
※2013年末ごろから、資料作りや番組の構成を練っていた段階にあったが、大瀧が2013年12月30日に死去した。2014年3月の放送を目指していたが、放送企画も進まず凍結状態となっている。